# Херман Шпет фон Щайнхарт
Херман Шпет фон Щайнфарт (на немски: Hermann Spät von Steinhart; † сл. 1339) е благородник от швабския род Шпет, господар на Щайнхарт (днес част от Хайнсфарт, Бавария) и господар на Файминген (в днешния град Лауинген) в Бавария.

## Произход, управление и наследство
Той е вторият син на Хайнрих Шпет фон Щайнхарт († 1304/1313) и втората му съпруга Маргарета фон Хахалтинген († 1273/1281), дъщеря на Херман фон Хюрнхайм († сл. 1275).
Брат му Фридрих Шпет фон Файминген († 14 март 1331, Дилинген) е епископ на Аугсбург (1309 – 1331). Сестра му Елизабет Шпет фон Щайнхарт († пр. 1336) се омъжва пр. 27 октомври 1331 г. за граф Бертхолд IV фон Нойфен-Марщетен-Грайзбах (1304 – 1342), един от най-важните съветници на император Лудвиг IV Баварски. Дядо е на пфалцграф Конрад II фон Тюбинген-Херенберг († 1382/1391).
Херман Шпет получава през 1328 г. разрешение да построи нова сграда в Щайнхарт и се построява нов стратегически замък „Бург Щайнхарт“, днес наричан също „Старият дворец“. След 1339 г. замъкът е собственост на „графовете фон Йотинген“, които през 1359 г. го продават на фамилията „фон Гунделсхайм“.

## Фамилия
Херман Шпет фон Щайнфарт се жени за фон Нойфен-Марщетен, дъщеря на граф Албрехт III фон Нойфен-Марщетен-Грайзбах († 1306) и Елизабет фон Грайзбах († сл. 1316), дъщеря на Бертхолд II фон Грайзбах († пр. 1291) и графиня Елизабет фон Хиршберг/Хенеберг-Ашах († 1291). Те имат децата:
- Фридрих Шпет фон Щайнфарт († 13 януари 1331 – 16 ноември 1335), господар на Илерайхен-Файминген, фогт на Фюсен, женен за Урсула фон Айхен († 16 ноември 1335 – 14 май 1339), дъщеря на Бертхолд фон Айхен
- Херман Шпет фон Щайнфарт († сл. 27 март 1331)
- Хайнрих Шпет фон Щайнфарт († сл. 1345)
- Маргарета Шпет фон Щайнфарт-Файминген († сл. 1370), омъжена I. за Бертхолд фон Айхен († пр. 1 май 1330), II. пр. 25 май 1337 г. за граф Конрад I фон Тюбинген-Херенберг († 1376/1377)
- Агнес Шпет фон Щайнфарт